# Sciecq
Sciecq är en kommun i departementet Deux-Sèvres i regionen Nouvelle-Aquitaine i västra Frankrike. Kommunen ligger i kantonen Niort-Nord som tillhör arrondissementet Niort. År 2022 hade Sciecq 663 invånare.

## Befolkningsutveckling
Antalet invånare i kommunen Sciecq
| Referens: INSEE |